# جورج كرومبتون (مخترع)
جورج كرومبتون (بالإنجليزية: George Crompton)‏ هو مخترِع أمريكي، ولد في 23 مارس 1829 في لانكشر في المملكة المتحدة، وتوفي في 16 ديسمبر 1886 في ورسستر في الولايات المتحدة.